# Vườn Thực vật Quốc gia Israel
Vườn Thực vật Quốc gia Israel (The Botanical Garden for the Native Plants of Israel in memory of Montague Lamport, tiếng Hebrew: הגן הבוטני לצמחי ארץ ישראל ע"ש מונטג'יו למפורט) là một vườn thực vật tọa lạc tại khu kí túc xá núi Scopus của Đại học Hebrew của Jerusalem. Nó bao phủ một diện tích 25 dunam và chứa 950 loài thực vật khác nhau, trong đó 40% là hoang dã.

## Lịch sử

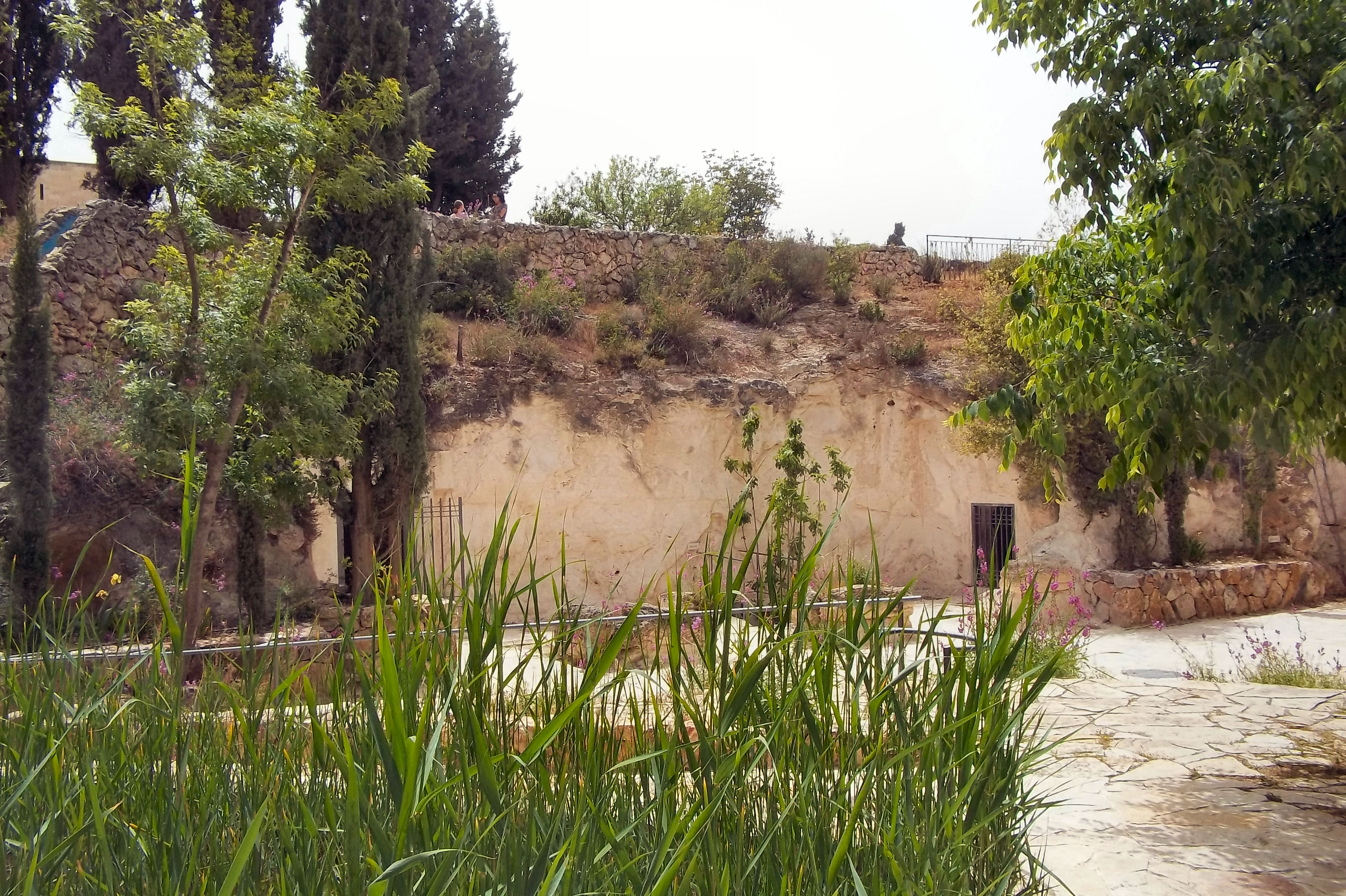
Hang động Nicanor

Khu vườn được xây dựng vào năm 1931 tại phía bắc của Đại học Hebrew tại Núi Scopus bởi nhà thực vật học Otto Warburg và Alexander Eig, những người đã thành lập nên khoa Thực vật học của trường. Nó là vườn thực vật đầu tiên tại Vùng đất Israel. Khu vườn là một điểm nhấn trong công trình giáo dục và khoa học của nhà thực vật học Alexander Eig, người vẫn tiếp tục dạy học tại trường đại học Hebrew cho đến khi qua đời. Ông là người trồng cái cây đầu tiên trong vườn. Ông đã xây dựng một chương trình bảo vệ thực vật địa phương. Ông thu thập thực vật tại Syria, Turkey, Iraq và Lebanon và mang hạt từ 350 cây tuyết tùng.
Vườn thực vật quốc gia Israel là vườn thực vật đầu tiên trên thế giới được công nhận là "vườn sinnh thái", được thiết kế cho công tác bảo tồn tự nhiên. Nhiều sinh vật rất hiếm hoặc không tồn tại ngoài tự nhiên.